# Cosmethis rotundata
Cosmethis rotundata is een vlinder uit de familie van de spanners (Geometridae). De wetenschappelijke naam van de soort is voor het eerst geldig gepubliceerd in 1877 door Butler.